# Mitchell Duke
Mitchell Duke, né le 18 janvier 1991 à Liverpool en Australie, est un footballeur international australien. Il joue au poste d'attaquant à Machida Zelvia.

## Biographie

### Carrière internationale
Mitchell Duke honore sa première sélection en le 20 juillet 2013 lors d'un match de la Coupe d'Asie de l'Est 2013 contre la Corée du Sud (0-0). Le 25 juillet 2013, il marque son premier but en sélection contre le Japon lors d'un match de la Coupe d'Asie de l'Est 2013 (défaite 3-2).
Le 8 novembre 2022, il est sélectionné par Graham Arnold pour participer à la Coupe du monde 2022.

## Palmarès
- Avec le Central Coast Mariners :
  - Champion d'Australie en 2013

## Statistiques

### Buts en sélection
Le tableau suivant liste les résultats de tous les buts inscrits par Mitchell Duke avec l'équipe d'Australie.